# كتابة حرة

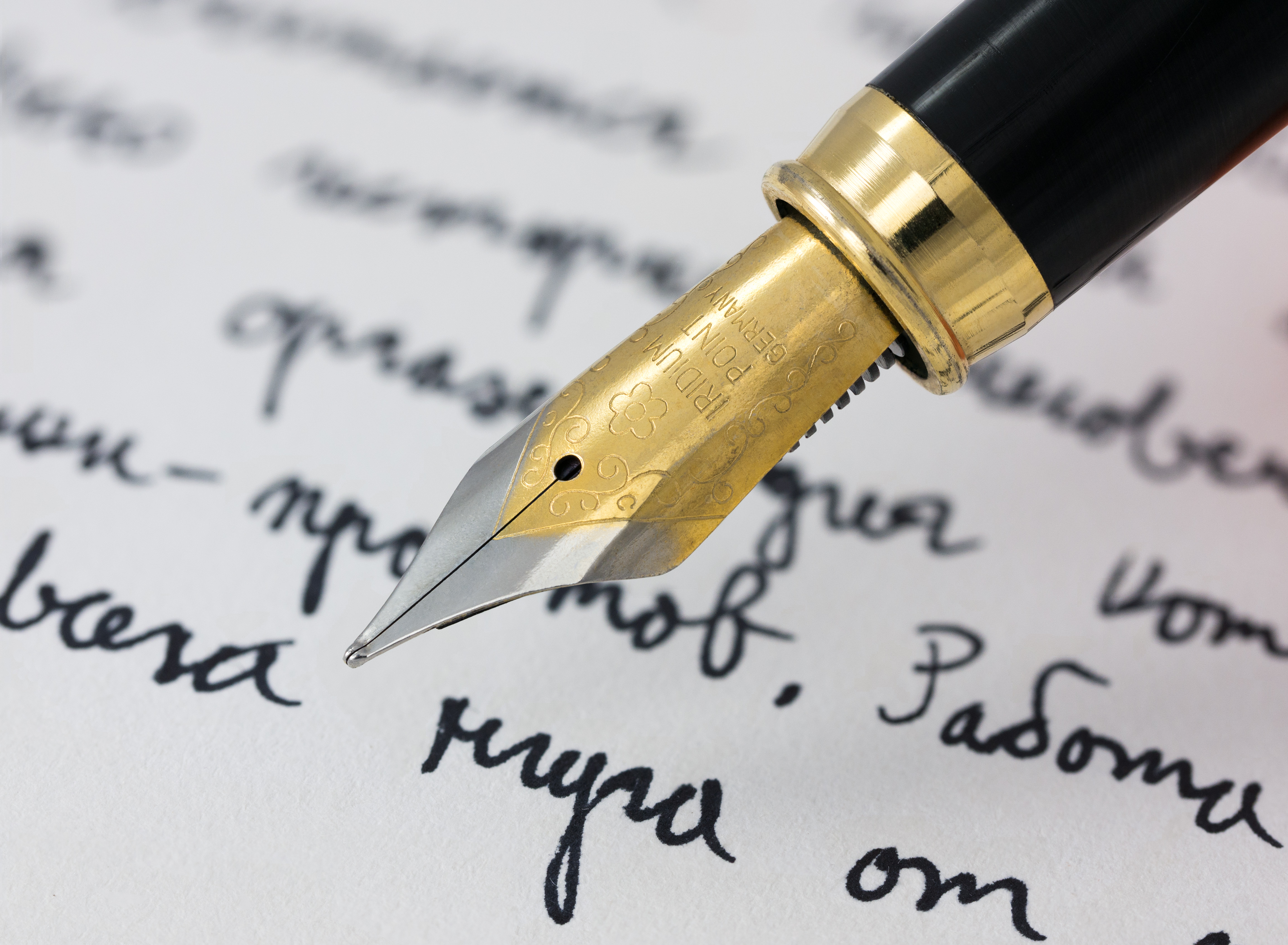

الكتابة الحرة هي تقنية من تقنيات عملية التهيئة «ما قبل الكتابة»، فيها يكتب الشخص لفترة من الزمن دون الاهتمام بالإملاء أو قواعد النحو أو حتى جوهر الموضوع. وينتج عن ذلك مادة خام، أو مادة غير قابلة للتداول، لكنها تساعد الكاتب في التغلّب على اللامبالاة والنقد الذاتي.
يستخدم الكتّاب هذا الأسلوب في كتابة النثر. وغالباً ما يستخدمها المعلمون كأسلوب تعليمي.
يستخدم بعض الكتّاب هذه التقنية لجمع الأفكار الأولية حول موضوع ما، مثلاً عند التحضير لرسالة رسمية. وهي على عكس العصف الذهني، إذ يتم وضع مسرد بالأفكار البسيطة، فجملة واحدة ستكون كافية لتكوين فقرة، وهكذا.

## تاريخياً
كانت «دوروثيا براندي» من أوائل المؤيدين للكتابة الحرة. ففي كتابها «أن تصبح كاتباً» (1934)، تنصح قرّاءها بالكتابة لمدة 30 دقيقة صباحاً كل يوم بأسرع ما يمكنهم.
كما قدّم «بيتر إلبو» للكتابة الحرة في كتابه «الكتابة بدون معلمين» (1975)، كما اكتسبت الكتابة الحرة شعبية من خلال كتاب «جوليا كاميرون» (طريق الفنان 1992).
دعمت المبادئ التي وضعتها «ناتالي غولدبيرغ» تطوير الكتابة الحرة في برامج الخريجين وبرامج الكتابة الإبداعية. تشجّع ممارسة الكتابة الكاتب على تعزيز أفكاره من خلال كتابتها، وقد تكون تلك الكتابة الحرة نهائية إن أخرجت بطريقة ملائمة.

## الأسلوب
تتضمن هذه التقنية الكتابة المستمرة دون توقف لفترة محددة (غالباً ما تكون من 5 دقائق إلى 15 دقيقة). يكتب الكاتب دون الاهتمام بالأخطاء الإملائية والنحوية وغيرها، كما لا يصحح شيئاً من الأخطاء. إذا وصل الكاتب إلى نقطة لا يستطيع عندها التفكير بأي شييء يكتب عنه، فعليه أن يكتب أنه لا يستطيع التفكير بأي شيء، حتى يصل إلى أفكار جديدة. للكاتب حرية الخروج عن الموضوع كيفما شاء، بحيث يترك العنان للأفكار. هذا وقد تتوسع الأفكار وتتشعب بحيث ترتبط ببعضها البعض بطريقة ما. تساعد هذه الطريقة الكاتب على استكشاف موضوع معين قبل وضع الأفكار في سياق مؤسس.
تُنجز الكتابة الحرة يومياً كجزء من روتين الكاتب اليومي. كما يطلب من الطلاب الذين يلتحقون في الدورات الخاصة بالكتابة إنجاز بعض الفروض اليومية للتمرّن والممارسة.

## التعريف
ترتكز الكتابة الحرة على فكرة أن كل إنسان لديه ما يقوله ولديه القدرة على التعبير عما يجول في خاطره، لكن قد تتعطل هذه القدرة نتيجة عدم الاكتراث واللامبالاة، أو النقد الذاتي والاستياء والقلق من الالتزام بالمواعيد والخوف من الفشل أو اللوم، وغير ذلك من أشكال المقاومة. تمكّن قواعد الكتابة الحرة المقبولة الكاتب من بناء زخم كافي لتفجير قدراته وتدفقها، وهذا هو مفهوم الكتابة الذي حدده اختصاصيو الكتابة مثل لويز دونلاب وبيتر إلبو وناتالي غولدبيرغ وغيرهم.

تهدف الكتابة الحرة إلى التخفيف من أعباء التفكير ولا تستهدف المنتج الكتابي بذاته أو أداء الكاتب أو الطالب

## استخدام الكتابة الحرة في التعليم
عادة ما تركز ورش العمل التي تعقد عن الكتابة الحرة على طرق التعبير عن النفس وتستخدم أحياناً لتعليم الطلاب في مرحلة التعليم الابتدائي. لكن لا يوجد إجماع عام على قبول هذه التقنية في التعليم

## قواعد
بناءً على مقترحات ناتالي غولدبيرغ التي ذكرتها في مقالها بعنوان «قواعد للكتابة الحرة» (بالإنجليزية: Rules for Free Writing)
فإن القواعد الأساسية التي يجب إتباعها عند الكتابة الحرة وخاصة للمبتدئين تشمل:
- حدد لنفسك مدة معينة ثم توقف. خمسة دقائق، أو عشرة أو نصف ساعة. ثم توقف.
- خلال المدة المحددة لا تتوقف عن الكتابة لأي سبب. لا تتوقف للتأمل أو لإعادة قراءة ما كتبته. أكتب بسرعة دون عجالة.
- لا تعر أي اهتمام لأي أخطاء يمكن أن ترتكبها. أهمل الأخطاء الإملائية والنحوية والترتيب والبلاغة والنمط. فإن أسلوب ونمط كتابتك ليسا مهمين. لن يقرأ أحد ما كتبته. المهم هو متابعة الكتابة.
- لا يهم إن خرجت عن الموضوع أو كتبت كلمات بلا معنى. المهم أن تتابع اليد الكتابة.
- إذا أحسست أنك متملل أو غير مرتاح للعملية ولم ينتهي الوقت، يمكنك سؤال نفسك لماذا تشعر بهذا الإحساس ثم أكتب الأفكار التي تخطر لك مهما كانت.
- عند انتهاء الوقت، راجع ما كتبته. انتبه للأفكار الجيدة التي دونتها ودونها على حدة، فقد تستعملها كموضوح لكتابتك الحرة في المستقبل.